# Kabwe Warriors Football Club
Il Kabwe Warriors Football Club è un club calcistico zambiano di Kabwe.

## Storia
Il club venne fondato nel 1953 come Railway Black Warriors per assumere successivamente il nome di Broken Hill Warriors. Infine il club assunse quello di Kabwe Warriors a partire dal 1967, anno in cui si aggiudicò il suo primo trofeo ovvero la Coppa dello Zambia 1967. L'anno seguente si aggiudica il suo primo campionato zambiano.
Nel disastro aereo che colpì la nazionale zambiana di calcio nel 1993, il Kabwe Warriors perse otto membri del club: Godfrey Chitalu, Richard Mwanza, Timothy Mwitwa, Samuel Chomba, Whiteson Changwe, Godfrey Kangwa, Moses Masuwa ed il medico sociale Wilson Mtonga.

## Palmarès

### Competizioni nazionali
- Campionato di calcio dello Zambia: 5

1968, 1970, 1971, 1972, 1987
- Coppa dello Zambia: 5

1967, 1969, 1972, 1984, 1987
- Zambian Challenge Cup: 8

1970, 1972, 1989, 1991, 2002, 2003, 2005, 2007
- Coca Cola Cup: 1

2006